# Nanotecnología en la guerra

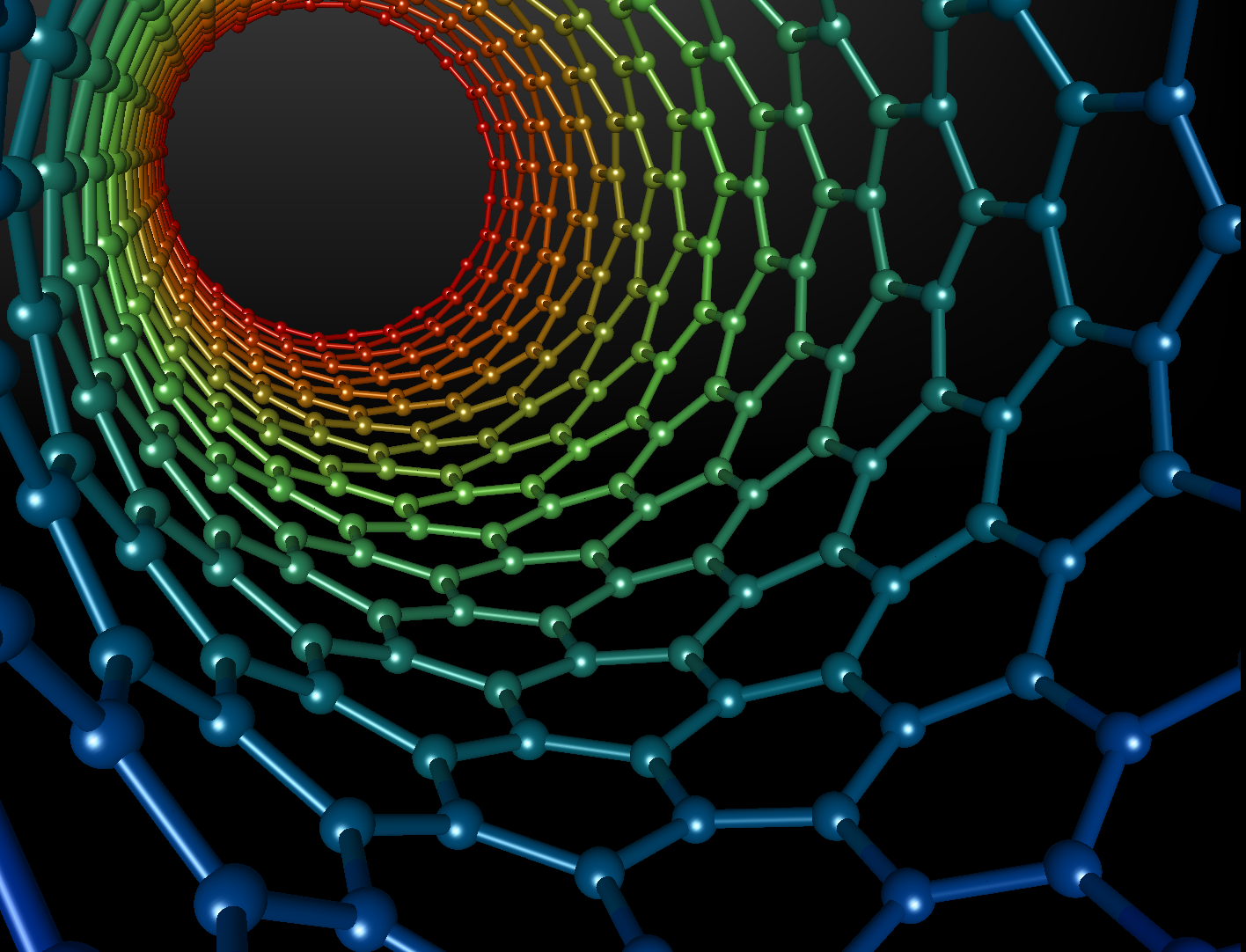
Nanotubo de carbono de pared simple, que consiste en una lámina de grafito envuelta en forma de cilindro.

La nanotecnología en la guerra es una rama de la nanociencia en la que se diseñan, producen y crean sistemas moleculares para adaptarse a una escala nanométrica (1-100 nm).  La aplicación de dicha tecnología, específicamente en el área de la guerra y la defensa, ha allanado el camino para futuras investigaciones en el contexto de la armamentización. La nanotecnología une una variedad de campos científicos que incluyen ciencia de materiales, química, física, biología e ingeniería.  
Los avances en esta área han llevado al desarrollo categorizado de tales nanoarmas con clasificaciones que varían desde; pequeñas máquinas robóticas, explosivos hiperreactivos y supermateriales electromagnéticos.  Con este crecimiento tecnológico, han surgido implicaciones de riesgos y repercusiones asociadas, así como la regulación para combatir estos efectos. Estos impactos dan lugar a problemas relacionados con la seguridad global, la seguridad de la sociedad y el medio ambiente. Es posible que sea necesario monitorear constantemente la legislación para mantenerse al día con el crecimiento dinámico y el desarrollo de la nanociencia, debido a los posibles beneficios o peligros de su uso. La anticipación de tales impactos a través de la regulación "prevendría daños irreversibles" por la implementación de nanotecnología relacionada con la defensa en la guerra. 

## Orígenes
El uso histórico de la nanotecnología en el área de la guerra y la defensa ha sido rápido y expansivo. Durante las últimas dos décadas, numerosos países han financiado aplicaciones militares de esta tecnología, entre ellos; China, Reino Unido, Rusia y, sobre todo, Estados Unidos. El gobierno de Estados Unidos ha sido considerado un líder nacional en investigación y desarrollo en esta área, aunque ahora rivaliza con la competencia internacional a medida que aumenta la apreciación de la eminencia de la nanotecnología.  El crecimiento de esta esfera, por lo tanto, tiene una plataforma dominante al frente de los intereses militares en el uso o mal uso de su poder.

### Iniciativa Nacional de Nanotecnología de EE. UU.
En 2000, el gobierno de los Estados Unidos desarrolló una Iniciativa Nacional de Nanotecnología para centrar la financiación en el desarrollo de la nanociencia y su tecnología, con especial atención a la utilización del potencial de las nanoarmas. Esta propuesta inicial de Estados Unidos ha crecido hasta coordinar la aplicación de la nanotecnología en numerosos programas de defensa, así como en todas las facciones militares, incluidas la Fuerza Aérea, el Ejército y la Armada. Desde el año fiscal 2001 hasta 2014, el gobierno estadounidense aportó alrededor de 19.400 millones de dólares a la nanociencia, además del desarrollo y la fabricación de nanoarmas para la defensa militar.  La Ley de Investigación y Desarrollo de Nanotecnología del Siglo XXI (2003) prevé que Estados Unidos continúe su liderazgo en el campo de la nanotecnología a través de la colaboración nacional, la productividad y la competitividad, para mantener este dominio. 

#### Desarrollos
Transiciones exitosas de la nanotecnología a productos de defensa: 
- La vida útil de los revestimientos de materiales aumentó de horas a años, aunque continúa el desarrollo (ver más abajo).
- Manipulación de silicatos nanoestructurados que reducen el peso del aislamiento en un 980 libras
- Dispositivos de microondas de alta potencia (HPM) con peso, forma y consumo de energía reducidos.

El gobierno de los Estados Unidos ha tenido el desarrollo de la nanotecnología con fines militares al frente de su presupuesto y política nacional durante las administraciones Clinton y Bush, y el Departamento de Defensa planea continuar con esta prioridad durante todo el siglo XXI.  En respuesta a la firme financiación pública estadounidense de la nanotecnología con fines de defensa, desde entonces numerosos actores globales han creado programas similares.

### China
En la subcategoría de nanomateriales, China ocupa el segundo lugar detrás de Estados Unidos en el número de publicaciones de investigación publicadas.  Las conjeturas persisten sobre el propósito del rápido desarrollo de China para rivalizar con los EE. UU., con 1/5 de su presupuesto gubernamental gastado en investigación (337 millones de dólares).  En 2018, la Universidad Tsinghua de Beijing publicó sus hallazgos en los que había mejorado los nanotubos de carbono para que ahora resistan el peso de más de 800 toneladas, lo que requiere solo 1 {\displaystyle cm^{3}} de material.  El equipo científico de nanotecnología insinuó aplicaciones aeroespaciales y de refuerzo de armaduras, lo que se muestra prometedora para las nanoarmas relacionadas con la defensa.  El vicepresidente de la Academia China de Ciencias, Chunli Bai, ha declarado la necesidad de centrarse en cerrar la brecha entre "la investigación básica y la aplicación"  para que China pueda avanzar en su competitividad global en nanotecnología.
Entre 2001 y 2004, aproximadamente 60 países implementaron en todo el mundo programas nacionales de nanotecnología. Según RD Shelton, asesor tecnológico internacional, la investigación y el desarrollo en esta área "se han convertido ahora en un objetivo socioeconómico... un área de intensa colaboración y competencia internacional".  A partir de 2017, los datos mostraron 4725 patentes publicadas en la USPTO solo por los EE. UU., manteniendo su posición como líder en nanotecnología durante más de 20 años. 

## Investigación actual
Las investigaciones más recientes sobre armas nanotecnológicas militares incluyen la producción de aparatos militares defensivos, con el objetivo de mejorar los diseños existentes de materiales ligeros, flexibles y duraderos. Estos diseños innovadores están equipados con características para mejorar también la estrategia ofensiva mediante dispositivos de detección y manipulación de propiedades electromecánicas.

### Traje de batalla de soldado
El Instituto de Nanotecnologías para Soldados (ISN), surgido de una asociación entre el ejército de los Estados Unidos y el MIT, brindó la oportunidad de centrar las actividades de financiación y de investigación exclusivamente en el desarrollo de armaduras para aumentar la supervivencia de los soldados. Cada uno de los siete equipos[¿cuál?] produce mejoras innovadoras para diferentes aspectos de un futuro traje de soldado estadounidense. Estas características adicionales incluyen material absorbente de energía que protege contra explosiones o impactos de municiones, sensores diseñados para detectar sustancias químicas y toxinas, así como nanodispositivos integrados para identificar problemas médicos personales como hemorragias y fracturas.  Este traje sería posible con nanomateriales avanzados, como nanotubos de carbono tejidos en fibras, lo que permitiría fortalecer las capacidades estructurales y la flexibilidad; sin embargo, la preparación se convierte en un problema debido a la imposibilidad de utilizar la fabricación automatizada. 

### Materiales mejorados
La creación de revestimientos cerámicos sol-gel ha protegido a los metales de; desgaste, fracturas y humedad, lo que permite la adaptabilidad a numerosas formas y tamaños, además de ayudar a "materiales que no pueden soportar altas temperaturas".  La investigación actual se centra en resolver problemas de durabilidad, donde las grietas por tensión entre el revestimiento y el material imponen limitaciones a su uso y longevidad. El objetivo de esta investigación es encontrar usos más eficientes y rentables en la aplicación de la nanotecnología para los grupos militares de la Fuerza Aérea y la Armada. La integración de nanomateriales reforzados con fibra en elementos estructurales, como carcasas de misiles, puede limitar el sobrecalentamiento y aumentar la fiabilidad, la resistencia y la ductilidad de los materiales utilizados para dicha nanotecnología. 

### Dispositivos de comunicación
Se espera que la nanotecnología diseñada para comunicaciones avanzadas equipe a soldados y vehículos con microantenas, etiquetas para identificación remota, matrices acústicas, microreceptores GPS y comunicación inalámbrica.  La nanotecnología facilita las comunicaciones relacionadas con la defensa debido a su menor consumo de energía, su peso ligero, su eficiencia energética y su fabricación más pequeña y barata.  Los usos militares específicos de esta tecnología incluyen aplicaciones aeroespaciales tales como; pilas de combustible de óxido sólido para proporcionar tres veces más energía, cámaras de vigilancia con microchips, monitores de rendimiento y cámaras de tan solo 18 g. 

### Mini-nucleares
Estados Unidos, junto con países como Rusia y Alemania, están utilizando la conveniencia de las pequeñas nanotecnologías, adhiriéndolas a dispositivos explosivos nucleares "mini-nucleares".  Esta arma pesaría 5 lbs, con la fuerza de 100 toneladas de TNT,  dándole la posibilidad de aniquilar y amenazar a la humanidad. La integridad estructural seguiría siendo la misma que la de las bombas nucleares, aunque fabricadas con nanomateriales para permitir una producción a menor escala. 
Tanto los ingenieros como los científicos se dan cuenta de que algunos de estos desarrollos propuestos pueden no ser factibles en las próximas dos décadas, ya que es necesario realizar más investigaciones y mejorar los modelos para que sean más rápidos y eficientes. En particular, la nanotecnología molecular requiere una mayor comprensión de la manipulación y la reacción para poder adaptarla al ámbito militar. 

## Trascendencia
La nanotecnología y su uso en la guerra prometen crecimiento económico; sin embargo, conllevan una mayor amenaza a la seguridad internacional y el mantenimiento de la paz. La rápida aparición de nuevas nanotecnologías ha provocado un debate sobre los impactos que tales desarrollos tendrán en la geopolítica, la ética y el medio ambiente.

### Geopolítico
La dificultad para categorizar las nanoarmas y sus fines previstos (defensivos u ofensivos) compromete el equilibrio de la estabilidad y la confianza en el entorno global. "La falta de transparencia sobre una tecnología emergente no sólo afecta negativamente la percepción pública, sino que también impacta negativamente el equilibrio de poderes percibido en el entorno de seguridad existente".  La paz y la cohesión de la estructura internacional posiblemente se vean afectadas negativamente por un continuo desarrollo de la nanotecnología en la guerra con enfoque militar. La ambigüedad y la falta de transparencia en la investigación aumentan la dificultad de la regulación en este ámbito. Del mismo modo, los argumentos esgrimidos desde el punto de vista científico destacan la limitada información conocida sobre las implicaciones de la creación de una tecnología tan poderosa en lo que respecta a la reacción de las propias nanopartículas. "Aunque se han logrado grandes avances científicos y tecnológicos, aún quedan muchas preguntas sobre el comportamiento de la materia a nivel nanoescalar y aún queda mucho por aprender". 

### Ambiental
La introducción de la nanotecnología en la vida cotidiana permite obtener beneficios potenciales de su uso, pero conlleva la posibilidad de consecuencias desconocidas para el medio ambiente y la seguridad. Posibles avances positivos incluyen la creación de nanodispositivos para disminuir la radioactividad restante en áreas, así como sensores para detectar contaminantes y ajustar las mezclas de aire y combustible.  Los riesgos asociados pueden implicar; personal militar que inhala nanopartículas agregadas al combustible, posible absorción de nanopartículas de sensores en la piel, agua, aire o suelo, dispersión de partículas de explosiones a través del medio ambiente (a través del viento), junto con la eliminación de baterías de nanotecnología que potencialmente afectan los ecosistemas.  Las aplicaciones para materiales o dispositivos explosivos permiten empaquetar un mayor volumen de nanopolvos en un arma más pequeña, lo que produce un efecto tóxico más fuerte y posiblemente letal. 

### Social y ético
Se desconoce el alcance total de las consecuencias que pueden surgir en el ámbito social y ético. Se pueden hacer estimaciones sobre los impactos asociados, ya que pueden reflejar una progresión similar de los avances tecnológicos y afectar a todas las áreas.  Las principales incertidumbres éticas tienen que ver con el grado en que la nanotecnología moderna amenazará la privacidad, la equidad y la equidad global, al tiempo que dará lugar a disputas sobre patentes y derechos de propiedad.  Una cuestión social y humanitaria de gran alcance surge de la intención creativa de estos acontecimientos. 'El poder de matar o capturar debate', destaca el propósito y la función poco éticos de destrucción que estas armas nanotecnológicas proporcionan al usuario. 
La controversia en torno a la innovación y la aplicación de la nanotecnología en la guerra resalta los peligros de no predeterminar los riesgos o no tener en cuenta los posibles impactos de dicha tecnología. "La amenaza de las armas nucleares condujo a la guerra fría. La misma tendencia se prevé con la nanotecnología, que puede conducir a las llamadas nanoguerras, una nueva era de destrucción", afirma el Departamento de Defensa de Estados Unidos.  De manera similar, un informe publicado por la Universidad de Oxford advierte sobre la extinción preeminente de la raza humana con un riesgo del 5% de que esto ocurra debido al desarrollo de "armas nanotecnológicas moleculares". 

## Regulación
No existe regulación internacional para tales preocupaciones en torno a las cuestiones de la nanotecnología y su aplicación militar. Actualmente no existe ningún marco para imponer o apoyar la cooperación internacional para limitar la producción o monitorear la investigación y el desarrollo de nanotecnología para uso defensivo.  "Incluso si se establece un marco regulatorio transnacional, es imposible determinar si una nación no cumple si no se puede determinar el alcance completo de la investigación, el desarrollo o la fabricación". 
Producir legislación para mantenerse al día con el rápido desarrollo de productos y nuevos materiales en las esferas científicas representaría un obstáculo para la construcción de una regulación funcional y relevante. La regulación productiva debe garantizar la salud y la seguridad públicas, tener en cuenta las preocupaciones ambientales e internacionales, pero no restringir la innovación de ideas y aplicaciones emergentes para la nanotecnología. 

### Reglamento propuesto
Los enfoques para el desarrollo de legislación posiblemente incluyan avances hacia información clasificada no divulgativa relacionada con el uso militar de la nanotecnología. Un artículo escrito por Harvard Journal of Law and Technology analiza leyes que girarían en torno a controles de exportación específicos y desalentarían la investigación civil o privada sobre nanomateriales.  Esta propuesta sugiere imitar la Ley de Energía Atómica de Estados Unidos de 1954, restringiendo cualquier distribución de información sobre las propiedades y características de la nanotecnología en el momento de su creación. 

### El Registro de Nanomateriales
Un Registro Nacional de Nanotecnología de los Estados Unidos ha habilitado una esfera pública donde hay informes disponibles para datos seleccionados sobre características fisicoquímicas e interacciones de nanomateriales.  Al requerir un mayor desarrollo y adiciones voluntarias más frecuentes, el registro podría iniciar una regulación y cooperación global en relación con la nanotecnología en la guerra.
El registro fue desarrollado para ayudar en la estandarización, formato e intercambio de datos. Con un mayor cumplimiento y cooperación, este modelo de intercambio de datos puede "simplificar el nivel de esfuerzo de la comunidad en la evaluación de datos de nanomateriales a partir de estudios de interacción biológica y ambiental".  El análisis de dicho registro se llevaría a cabo con experiencia por nanocientíficos profesionales, creando un mecanismo de filtrado para cualquier material potencialmente desarrollado recientemente o peligroso.
Sin embargo, esta idea de un registro no material específico no es original, ya que anteriormente se han desarrollado varias bases de datos, incluidas caNanoLab e InterNano, que son atractivas y accesibles al público, curadas de manera informativa por expertos y herramientas detalladas de nanofabricación.   El Registro Nacional de Nanomateriales es una versión más actualizada en la que se recopila información de una variedad de estas fuentes y múltiples recursos de datos adicionales. Traduce una mayor gama de contenidos sobre; herramientas de comparación con otros materiales, fomentando métodos estándar, junto con funciones de calificación de cumplimiento. 